# Cryptochetum turanicum
Cryptochetum turanicum är en tvåvingeart som beskrevs av Nartshuk 1979. Cryptochetum turanicum ingår i släktet Cryptochetum och familjen Cryptochetidae. Inga underarter finns listade i Catalogue of Life.